# Megapsammoecus christinae
Megapsammoecus christinae es una especie de coleóptero de la familia Silvanidae.

## Distribución geográfica
Habita en China.